# Barnebeck
Barnebeck ist eine Ortschaft und ein Ortsteil der Hansestadt Salzwedel im Altmarkkreis Salzwedel in Sachsen-Anhalt.

## Geographie
Das altmärkische Dorf Barnebeck, ein nach Osten erweitertes Straßendorf mit Kirche, liegt 15 Kilometer westlich von Salzwedel. Der Barnebecker Graben und der Konsumgraben entwässern die Wiesen nördlich des Dorfes in die Dumme, oder aber auch Harper Mühlenbach, der früher auch „Südlicher Mühlenbach“ genannt wurde. Der Fluss bildet hier die nördliche Grenze zum Bundesland Niedersachsen. Nördlich des Flusses liegt das EU-Vogelschutzgebiet „Landgraben-Dumme-Niederung“, südlich ein Teil des größten Biotopverbund Deutschlands, das Grüne Band.

## Geschichte

### Mittelalter bis Neuzeit
Im Jahre 1217 wird der Ort als in Bernebeke erstmals erwähnt, als Hermann, Probst zu Hamburg, und Günzel und Heinrich, Grafen von Schwerin, dem Kloster Diesdorf vier Hufen Land überließen. Im Landbuch der Mark Brandenburg von 1375 wird der Ort als Bernebeke mit 15 Hufen Land aufgeführt. Die von Wustrow und von dem Knesenbeck hatten hier Besitz. Im Jahre 1687 heißt das Dorf Bernbeck und schließlich 1804 Barnebeck.
Der Historiker Peter P. Rohrlach weist darauf hin, dass die von Hermes und Weigelt genannte Ersterwähnung zum Jahre 1161 nicht zu belegen ist.

### Eingemeindungen
Ursprünglich gehörte das Dorf zum Salzwedelischen Kreis. Ab 1816 gehörte die spätere Gemeinde Barnebeck zum Landkreis Salzwedel. Sie kam am 25. Juli 1952 zum Kreis Salzwedel im Bezirk Magdeburg. Am 1. Dezember 1973 wurde die Gemeinde Kortenbeck aus dem Kreis Salzwedel in die Gemeinde Barnebeck eingemeindet. Am 1. Januar 1991 wurde der Ortsteil Kortenbeck der Gemeinde Lagendorf zugeordnet. Am 1. Mai 1992 wurden die Gemeinden Barnebeck und Andorf (mit Ortsteilen Hestedt, Rockenthin, Groß Grabenstedt und Klein Grabenstedt) in die Gemeinde Henningen eingemeindet. Barnebeck wurde damit ein Ortsteil der selbstständigen Gemeinde Henningen.
Durch einen Gebietsänderungsvertrag beschloss der Gemeinderat der Gemeinde Henningen am 20. November 2008, dass die Gemeinde Henningen in die Hansestadt Salzwedel eingemeindet wird. Dieser Vertrag wurde vom Landkreis als unterer Kommunalaufsichtsbehörde genehmigt und trat am 1. Januar 2010 in Kraft.
Auf dem Gebiet der ehemaligen Gemeindegrenze der Gemeinde Henningen wurde die Ortschaftsverfassung nach den §§ 86 ff. Gemeindeordnung Sachsen-Anhalt eingeführt. Barnebeck wurde hierdurch vom 1. Januar 2010 bis zum 30. Juni 2019 ein Teil der Ortschaft Henningen und ein Ortsteil der Gemeinde Hansestadt Salzwedel. In der Ortschaft Henningen wurde ein Ortschaftsrat mit fünf Mitgliedern einschließlich Ortsbürgermeister gebildet.
Seit dem 1. Juli 2019 ist Barnebeck eine eigene Ortschaft mit eigenem Ortschaftsrat in der Gemeinde Hansestadt Salzwedel.

### Einwohnerentwicklung
| Jahr | Einwohner |
| ---- | --------- |
| 1734 | 079       |
| 1774 | 089       |
| 1789 | 137       |
| 1798 | 118       |
| 1801 | 120       |
| 1818 | 168       |
| 1840 | 328       |
| 1864 | 349       |
| 1871 | 362       |
| 1885 | 326       |
| 1892 | [00]285   |

| Jahr | Einwohner |
| ---- | --------- |
| 1895 | 304       |
| 1900 | [00]299   |
| 1905 | 296       |
| 1910 | [00]302   |
| 1925 | 288       |
| 1939 | 260       |
| 1946 | 335       |
| 1964 | 235       |
| 1971 | 230       |
| 1981 | 330       |
| 1993 | 307       |

| Jahr | Einwohner |
| ---- | --------- |
| 2010 | [00]140   |
| 2014 | 122       |
| 2015 | [00]125   |
| 2017 | [00]115   |
| 2018 | [00]115   |
| 2019 | [00]116   |
| 2020 | [00]116   |
| 2021 | [00]114   |
| 2022 | [00]111   |
| 2023 | [0]115    |

Quelle, wenn nicht angegeben, bis 1993:

## Religion

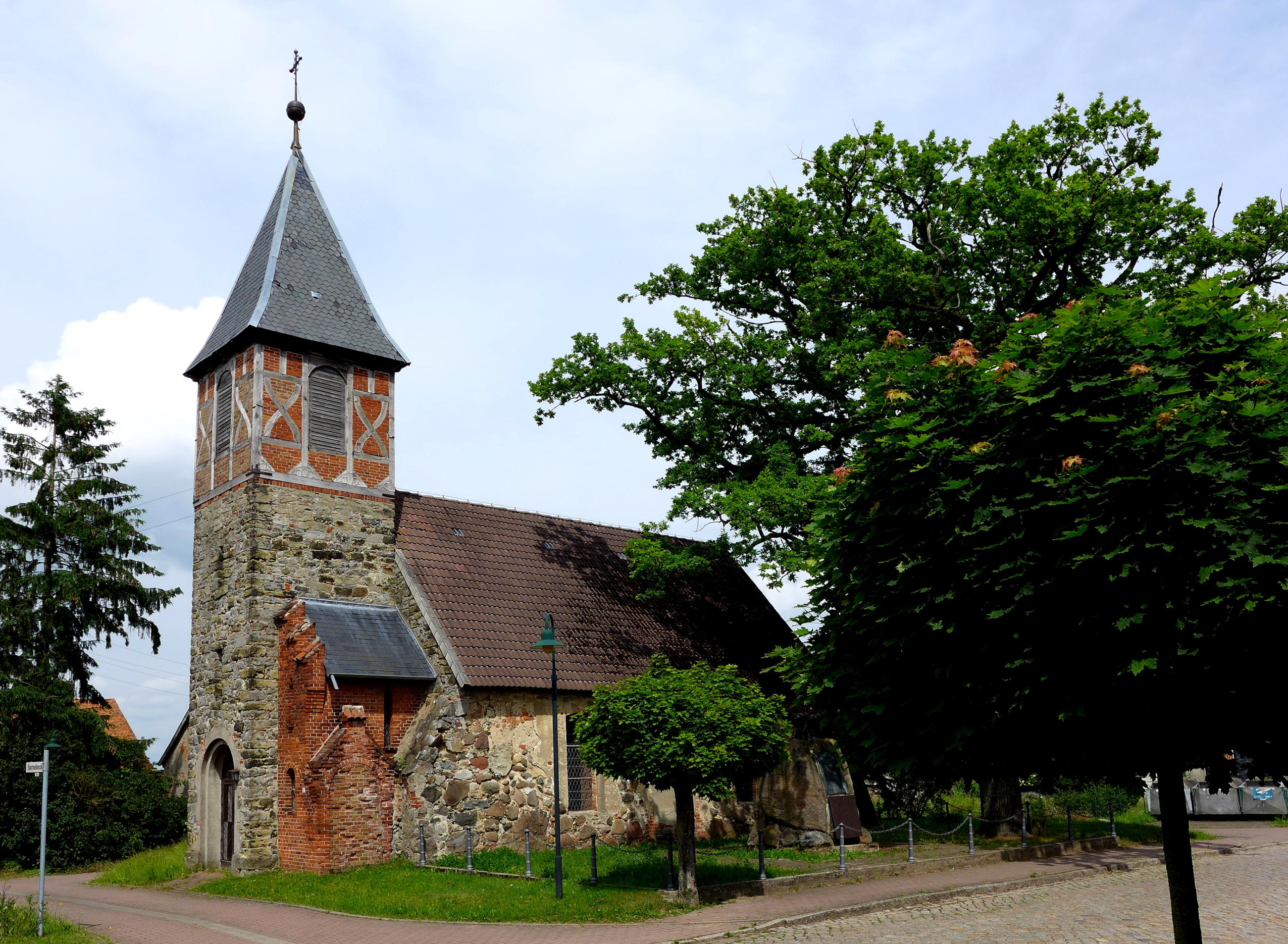
Evangelische Dorfkirche Barnebeck

Die evangelische Kirchengemeinde Barnebeck, die früher zur Pfarrei Osterwohle gehörte, wird heute betreut vom Pfarrbereich Osterwohle-Dähre im Kirchenkreis Salzwedel im Bischofssprengel Magdeburg der Evangelischen Kirche in Mitteldeutschland.
Die ältesten überlieferten Kirchenbücher für die Pfarrei Osterwohle stammen aus dem Jahre 1666.

## Politik

### Ortsbürgermeister
Erster Ortsbürgermeister war nach der Neugründung, seit dem 1. Juli 2019 Toni Winkelmann.
Harald Jamko ist seit dem 11. Juli 2024 Ortsbürgermeister der Ortschaft Barnebeck.

### Ortschaftsrat
Bei der Ortschaftsratswahl am 9. Juni 2024 errang die Wählergruppe Barnebeck alle 5 Sitze.
Es wurden eine Frau und vier Männer gewählt. Von 96 Wahlberechtigten hatten 67 ihre Stimme abgegeben, die Wahlbeteiligung betrug damit 69,79 Prozent.

## Tourismus
Barnebeck ist einer der Orte Sachsen-Anhalts, die sich an der Kulturellen Landpartie des benachbarten Wendlands beteiligen. Seit 2020 ist Barnebeck ein Ort auf der Route des Hanse-Wendland-Radweges, ein 161 Kilometer langer Rundkurs der Uelzen, Bad Bodenteich, Hansestadt Salzwedel, Lüchow (Wendland) und Rosche verbindet. Durch Barnebeck führt der europäische Radfernweg EuroVelo Route EV13 (Iron Curtain Trail).

## Verkehrsanbindung

### Straßenverkehr
Barnebeck liegt direkt an der Kreisstraße 1002 die von West nach Ost quer durch die Ortschaft führt. Des Weiteren führt im Westen der Ortschaft eine Gemeindestraße über die sogenannte „Thuner Brücke“, über die Landesgrenze ins niedersächsische Thune.

### Bahn
Etwa 4 km nordwestlich liegt der Bahnhof Schnega an dem ein regelmäßiger Haltepunkt der Bahnstrecke Stendal–Uelzen liegt.

### Busverkehr
Es verkehren Linienbusse und Rufbusse der Personenverkehrsgesellschaft Altmarkkreis Salzwedel.

## Kultur und Sehenswürdigkeiten

### Bauwerke
- Die evangelische Dorfkirche Barnebeck ist ein mittelalterlicher Feldsteinbau mit unregelmäßigem Mauerwerk.[30]
- Die ca. 1,3 km lange Kopfsteinpflasterstraße
- Der Ortsfriedhof liegt im Norden des Dorfes.
- Vor der Kirche steht ein Denkmal für die Gefallenen des Ersten und Zweiten Weltkrieges, ein großer Findling, auf dem ein Adler mit ausgebreiteten Schwingen thront.[31]

### Vereine und Organisationen
- Dorfgemeinschaft Barnebeck e. V.[32]
- Löschgruppe Barnebeck, der Freiwilligen Feuerwehr Henningen